# イオン旭川春光ショッピングセンター
イオン旭川春光ショッピングセンター（イオンあさひかわしゅんこうショッピングセンター）は、北海道旭川市春光町に所在するイオン北海道運営のショッピングセンターである。
当記事では前身の（初代）イオン旭川春光店についても併せて記載する。

## 概要

### （初代）イオン旭川春光店
1981年7月1日に北海道ニチイ（後のマイカル北海道）が総合スーパー（GMS）の「ニチイ旭川店」を開業。その後1996年5月24日に増床し、「春光サティ」に名称変更した。2002年にマイカル北海道がポスフールとしてマイカルグループから独立した事に伴い「ポスフール春光店」に名称変更。ポスフールがイオングループに参入（社名も2007年8月21日にイオン北海道に改称）した後、2011年3月1日にイオングループのGMSブランド再編に伴い「イオン旭川春光店」となった。
敷地面積約22,925m2、鉄筋コンクリート造地上3階建て塔屋1階、延べ床面積約22,273m2、店舗面積約11,569m2（直営店舗面積約7,418m2→ 約10,398m2）、駐車台数約700台。かつてはオートハローズ（現・オートバックスセブン）やミスタードーナツが駐車場内に出店した他、グループ企業のピープル（現・コナミスポーツ）が3Fにスポーツクラブを展開していた。
開業から40年が経過し、建物の老朽化や利用客のニーズに対応できないため、2022年2月28日に閉店した。この時点で、建物をスクラップ&ビルドする予定だったが、概要は決まっていなかった。

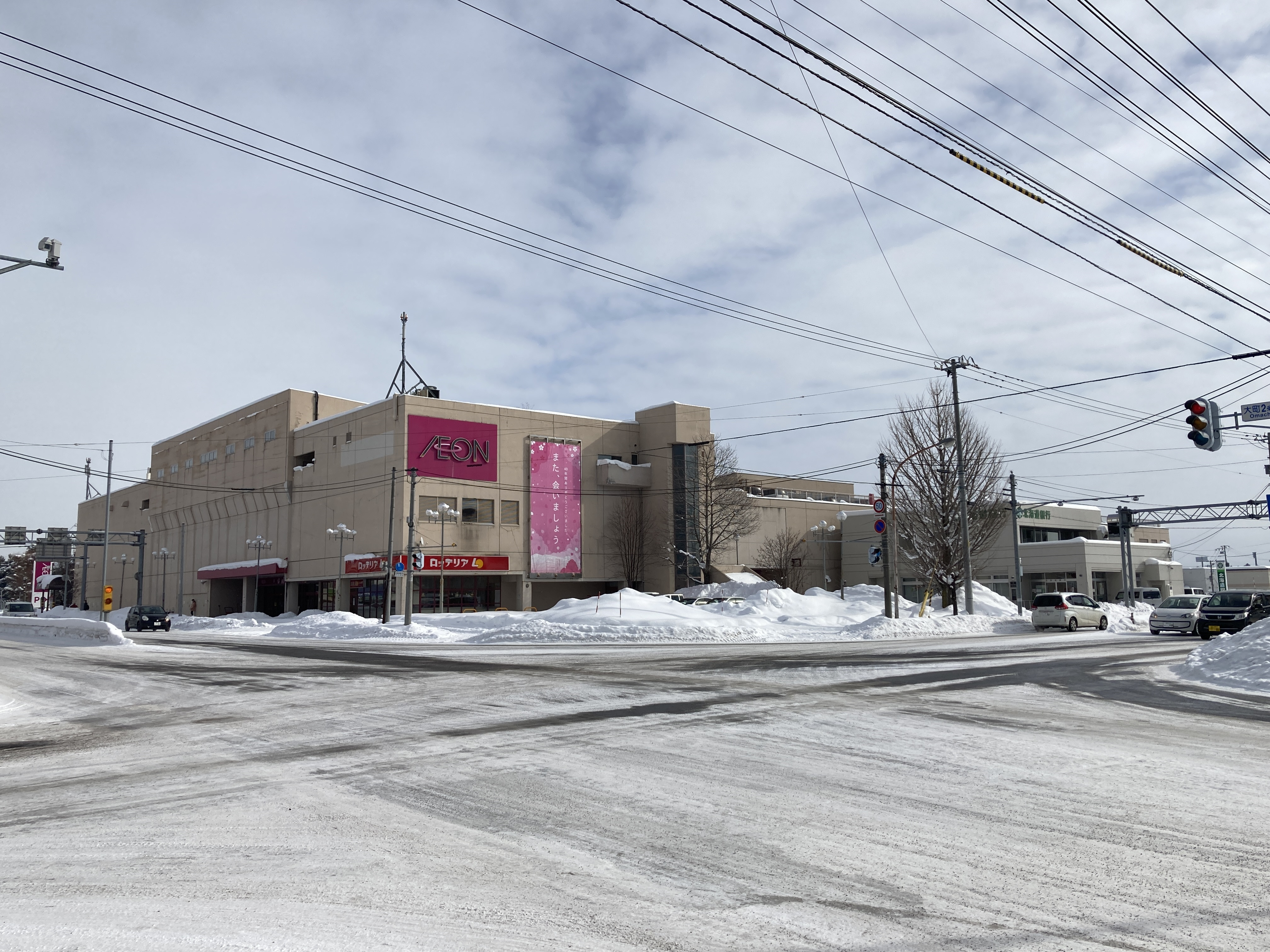
初代のイオン旭川春光店 （2022年2月）

### イオン旭川春光ショッピングセンター
旧店舗の閉店から2年7ヵ月後の2024年9月13日、旧イオン旭川春光店跡地に「イオン旭川春光ショッピングセンター」として開業。総合スーパー（GMS）からネイバーフット型ショッピングセンター（NSC）に変わった。
核店舗は（2代目）イオン旭川春光店で、食料品を中心としつつ、ヘルス&ビューティーケアの「BODY LABO」、フラワー&ガーデン売り場も設けている。
地域住民と創り上げる新しい考え方を取り入れた施設で、開業前には住民によるワークショップを行い、イベントなどのアイデアを出し合った。
専門店中央入口付近に設けられた屋内ひろばの柱には、曲面のデジタルサイネージが設置され、旭山動物園のゴマフアザラシなどが映し出される。買い物の合間に休める空間で、地域の人たちのワークショップや体験イベントも開催できる。
屋外パークは、ニチイ時代からのシンボルになっていたイチョウの木を囲むように創られ、四季を生かしたイベントを開催できる。
2025年2月7日、別棟の北海道銀行大町支店が営業を終了し、ATMは2月7日から、店舗は2月10日から店舗内へ移転し営業を開始した。当初は2024年10月移転予定だったが、延期されていた。

## 沿革

### （初代）イオン旭川春光店
- 1981年7月1日 - ニチイ旭川店として開業
- 1996年5月24日 - 増床し、春光サティに名称変更
- 2002年 - ポスフール春光店に名称変更
- 2011年3月1日 - イオン旭川春光店に名称変更
- 2022年2月28日 - 建て替えのため閉店

### イオン旭川春光ショッピングセンター
- 2024年
  - 9月11日 - コメダ珈琲店先行開業[12]。
  - 9月13日 - 全面開業。
- 2025年
  - 2月10日 - 北海道銀行大町支店が移転 [9][10][11]

## 主なテナント
- ABC-MART
- Can★Do
- クイックカットBB
- 串鳥（お持ち帰り専門店）
- コメダ珈琲店
- COrSO ASAHIKAWA
- サザエ
- サーティワンアイスクリーム
- ソフトバンク
- ゲームフィールド
- メガネのプリンス
- 北海道銀行

## アクセス
北海道道72号旭川幌加内線沿いに位置している。
- 道北バス、旭川電気軌道「大町2条10丁目」下車[2]
- 道央自動車道旭川鷹栖ICから車で約9分[13]

#### 広報資料・プレスリリースなど一次資料
1. 1 2 3  “「イオン旭川春光ショッピングセンター」 ２０２４年９月１３日（金）グランドオープン！”. 2024年10月9日閲覧。